# Владислав
Владисла́в — мужское двухосновное личное имя славянского происхождения. Образовано сложением основ влад — (ср. «владеть») и -слав (ср. «слава»). Возможно, является калькой древнегерманского имени Вальдемар (Waldemar), образованного от основ «waltan» («царить, господствовать») и «mari» («славный, знаменитый»). В русском языке заимствовано (русская форма была бы Володислав) из пол. Władysław, которое, в свою очередь, заимствовано от чеш. Vladislav.
На Русь имя пришло в XIII веке из Сербии. По мнению В. А. Никонова, популярным в СССР оно стало из-за тесных связей с народами из социалистических стран (поляками, чехами).
Существует женское парное имя Владислава.

## Именины
- Православные: 7 октября (24 сентября) в честь святого Владислава, короля сербского[6].